# Héctor Luengo
Héctor Luengo (Buenos Aires, Argentina) fue un sastre argentino, conocido por haber sido jefe de sastrería del Teatro Colón.

## Biografía

### Adolescencia y juventud
Nacido en Buenos Aires, su oficio de sastre comenzó de pequeño gracias a la influencia familiar quienes le inculcaron la importancia del trabajo. Durante la juventud, antes de llegar al gran coliseo argentino, colaboró en el Teatro Nacional Cervantes en producciones como Barrabás o Don Gil de las calzas verdes. Según relata en una entrevista:

“Había comenzado mi conocimiento del oficio de sastrería desde chico, como se acostumbra en las familias europeas que mandaban a sus hijos a aprender alguna disciplina. En un principio no me entusiasmaba mucho, aunque ya a los 17 años trabajaba en una casa de alta costura. Fue cuando me comentaron la oportunidad de ingresar en la sastrería del Colón. Entonces cuando lo hice me di cuenta de que el trabajo no era nada convencional o monótono. Supuse que yo podía hacer algo, aunque ya había tomado contacto con la ropa teatral trabajando en el teatro Cervantes”
Héctor Luengo

Llegó al Teatro Colón como aprendiz y ayudante de sastrería en la década del setenta. El primer trabajo que hizo fue un traje de monstruo de tres cabezas para la ópera Medea, alrededor de 1973. Al poco tiempo formó parte del staff en el área de vestuario donde trabajó durante varias décadas, hasta llegar a ser jefe de sastrería teatral. Sobre su experiencia laboral en el Teatro Colón, recuerda que podía viajar a través del tiempo gracias a puestas en escena que iban desde el Renacimiento o el período bizantino, al rococó, entre griegos y egipcios.

“Aprendí mucho con la herencia de los que ya no están y otro poco con los extranjeros que venían a realizar propuestas de escenario y vestuario: registas, figurinistas, escenógrafos o coreógrafos. A través del tiempo uno ha tenido contacto con muchas partes del mundo y muchos maestros. El Colón es la puerta de la cultura y todo lo novedoso entra por el teatro. Eso me dio la oportunidad de contactarme con técnicas de trabajo que no son los usuales, y después uno termina siendo un poco autodidacta. Porque también hay muchas cosas que se resuelven en el momento, en el teatro todo es válido, todo sirve, pero hay que buscarle el sentido y la funcionalidad. Hasta usé burletes de ventanillas de colectivo para hacer prendas”
Héctor Luengo

Siempre de buen humor, pero con carácter, recordaba anécdotas de lo que suponía vestir cada espectáculo, reunir un impresionante stock con cientos de trajes y conservar otros que usaron celebridades, muchos formando parte de la historia de dicho teatro. En recuerdo del tenor español Alfredo Kraus por su fallecimiento, Luengo recordó en el diario La Nación:

“Era exigente en cuanto a la prenda porque era elegante, pero su sencillez posibilitaban acceder a él de forma relajada y natural. Incluso, entre todos los de la sección sastrería le regalamos una bata con el logotipo del Colón y los únicos que recibieron regalos nuestros fueron Kraus y Pavarotti. Lo que más recuerdo de él es que en el momento entre una salida a escena y otra, mientras otros cantantes se concentran en la partitura, Kraus llamaba a alguien para hablar y tomar café. Hablábamos de su casa en las Canarias, de que cantaba sólo cuatro óperas por año y de que por contrato exigía que las funciones fueran cada cuatro días para descansar la voz”
Héctor Luengo

### Jefe de sastrería
Durante más de 30 años fue jefe de sastrería del Teatro Colón, manejando un equipo de 45 personas entre sastres, modistas y artesanos. Su escritorio estaba rodeado de telas y fotos de grandes artistas de todos los tiempos. A los pocos metros, todo su equipo corta, cose y plancha modelos para las próximas funciones. En una entrevista narraba sobre la organización de dicho taller:

“Se divide en un sector de depósito –donde se controla toda la producción nueva que se hace y se almacena– un departamento de lavandería, sombreros, un taller de hombres y otro para la ropa femenina. Aquí se trabaja coro, figuración (extras), y protagonistas. Cuando encaramos un proyecto nuevo, se empiezan a desglosar los figurines; analizamos lo que podemos usar de reposición y lo que hay que hacer nuevo. A menudo, los protagonistas siempre se hacen nuevos trajes. Después, se ajustan o se van reciclando, si es posible. Pero si la reposición es de una obra ya dada en el Colón, solo hacemos para protagonistas nuevos. O se repone la versión que ya fue dada: caso Rigoletto o Traviata, u obras más o menos de repertorio. Si son óperas nuevas, hay que hacer todo”
Héctor Luengo

En julio de 1999, la Municipalidad de La Falda y el Instituto Italiano de Cultura organizaron una exposición de trajes preparada y presentada por Héctor Luengo, junto a una versión en concierto de Carmen. En paralelo al trabajo en el Teatro Colón, trabajaba en producciones de ópera independiente con las compañías Juventus Lyrica y Buenos Aires Lírica en el Teatro Avenida de Buenos Aires tanto como diseñador como realizador de vestuario y sastre. Entre sus trajes favoritos se encontraban los trajes de la gran diseñadora de vestuario y escenógrafa Ponchi Morpurgo con quien colaboraba asiduamente. Respecto a su trabajo en el ballet clásico reflexionaba:

"El ballet exige liviandad. Tenemos que usar la doble técnica. Trabajar para ballet es otra cosa. El bailarín actual tampoco usa lo que hace 30 años. Hoy tenemos hermosos ballets con vestuarios archivados en depósito. Si hubiera que remozarlos sería muy difícil. Estamos en la era de la lycra, del perlon, de la gasa. Hay muchos ballets donde se expone el cuerpo. El cuerpo del bailarín es armonioso y tiene que ver con la pureza de la línea. Antes se llenaba de mangas y chaquetas con entretelas"
Héctor Luengo

A lo largo de su vasta carrera ligada al vestuario, trabajó en más de 500 títulos entre ópera y ballet, tanto en el Teatro Colón como en distintos teatros del interior del país.